# Irani (Brasile)
Irani è un comune del Brasile nello Stato di Santa Catarina, parte della mesoregione dell'Oeste Catarinense e della microregione di Concórdia.